# حديقة غولدن غيت
حديقة قولدن قيت (بالإنجليزية: Golden Gate Park)‏ حديقة تقع في سان فرانسيسكو، كاليفورنيا في الولايات المتحدة. تتألف من 4,1 كيلومتر مربع على شكل مستطيل وهي أكبر من سنترال بارك في نيويورك. يزورها 13 مليون زائر سنويا، بذالك تكون ثالث حديقة في عدد الزيارات في الولايات المتحدة (بعد سنترال بارك ولنكولن بارك في شيكاغو).

كانت قولدن قيت بارك في الأصل كثبان رملية جرفتها رياح المحيط من الشاطئ. وقد بداء الدكتور جون ماكلارين بزراعة الاعشب والاشجار والنباتات المختلفة فيها في عام 1890. الحديقة تحتوي الآن أكثر من مليون شجرة وأكثر من 10ألاف نبته من مجموعات وأنواع مختلفة.
في عطلة نهاية الأسبوع يبلغ عدد زوار حديقة قولدن قيت 75 ألف زائر في المتوسط. في الحديقة هناك الكثير لرؤيته والقيام به على سبيل المثال المتاحف والبساتين والرياضة والأنشطة. وهنا لائحة لبعض الأشياء التي قد تجذبك عند زيارتك للحديقة :

## المتاحف
- أكاديمية كاليفورنيا للعلوم"California Academy of Sciences"
- كونسرفاتوار الزهور"Conservatory of Flowers"
- حديقة شكسبير لزهور"Garden of Shakespeare’s Flowers"
- حديقة الشاي الياباني"Japanese Tea Garden"
- متحف إم إتش دي يونغ"M.H. de Young Museum

## الرياضة والترفيه
- الرماية
- كرة السلة
- ركوب الدراجات والتزلج
- صيد الأسماك
- الجولف يوجد 9 ثقب في ملعب الجولف
- كرة يد
- ملعب نادي كازر"Kezar Stadium"
- حديقة رياضة البولينج
- بيتانكو- لعبة البولينج فرنسية"Pètanque"
- بحيرة سبيكلس "Speckels "
- بحيرة تاسو، أكبر بحيرة في الحديقة"Stow Lake"
- كرة المضرب

## المناظر والأنشطة
- حديقة تذكار الايدز"AIDS Memorial Grove"
- الفنون والحرف
- شاليه الشاطئ وشاليه الحديقة
- الطيور
- الجاموس بادوك
- ملعب للأطفال
- مسكن جون مكلارين
- جناح موسيقى الكونكورس
- الأوبرا في حديقة
- حديقة الورود
- بوابات الماضي
- جزيرة رودودندرون "Rhododendron Island"
- التماثيل
- تل الفراولة "Strawberry Hill"